# Genesee (Nueva York)
Genesee es un pueblo ubicado en el condado de Allegany en el estado estadounidense de Nueva York. En el año 2000 tenía una población de 1.803 habitantes y una densidad poblacional de 19.2 personas por km².

## Geografía
Genesee se encuentra ubicado en las coordenadas 42°3′17″N 78°15′32″O / 42.05472, -78.25889.

## Demografía
Según la Oficina del Censo en 2000 los ingresos medios por hogar en la localidad eran de $38,563, y los ingresos medios por familia eran $44,100. Los hombres tenían unos ingresos medios de $31,047 frente a los $22,557 para las mujeres. La renta per cápita para la localidad era de $16,169. Alrededor del 11.8% de la población estaban por debajo del umbral de pobreza.